# Kerabistus telamon
Kerabistus telamon är en insektsart som beskrevs av Bragg 200. Kerabistus telamon ingår i släktet Kerabistus och familjen Aschiphasmatidae. Inga underarter finns listade i Catalogue of Life.